# 1936年夏季奧林匹克運動會棒球比賽
1936年夏季奧林匹克運動會棒球比賽於8月12日在德國柏林舉行，相隔24年再度成為奧運表演賽。本屆僅有一場由美國奧運隊(U. S. Olympics)對戰世界冠軍隊(World Champions)的比賽，兩支隊伍皆來自美國，於當地時間20點開始比賽。最終在7局的比賽中，世界冠軍隊靠著Les McNeese的再見陽春全壘打以6比5勝出。本場比賽由萊斯里·曼恩擔任主審裁判，其曾為美國職棒大聯盟球員，後來也成為國際棒球總會(WBSC的前身)的首任主席。
根據大會官方統計，該場比賽共有92565觀眾入場。然而由於棒球在當時的德國並不普及，因此真正了解場上賽況的觀眾也僅是少數。

## 賽事結果
| 球隊       | 1 | 2 | 3 | 4 | 5 | 6 | 7 | R | H  | E |
| ---------- | - | - | - | - | - | - | - | - | -- | - |
| 美國奧運隊 | 2 | 0 | 0 | 1 | 1 | 0 | 1 | 5 | 11 | 6 |
| 世界冠軍隊 | 1 | 0 | 0 | 1 | 0 | 3 | 1 | 6 | 9  | 0 |

## 外部連結
- 1936年夏季奧林匹克運動會棒球比賽在台灣棒球維基館上的頁面（繁體中文）